# Bernie Kopell
Bernard Morton „Bernie“ Kopell (* 21. Juni 1933 in Brooklyn, New York) ist ein US-amerikanischer Schauspieler, der seit Anfang der 1960er-Jahre im Film- und Fernsehgeschäft tätig ist. Bekanntheit erlangte vor allem durch die Fernsehserien Mini-Max und Love Boat.

## Leben und Karriere
Nach einem Studium an der New York University und einem Militärdienst an Bord der Iowa begann Bernie Kopell als Schauspieler zu arbeiten. Er fand allerdings zunächst keine Engagements und musste sich seinen Lebensunterhalt zunächst als Taxifahrer verdienen. Eine Begegnung mit dem Hollywood-Produzenten Dick Einfeld, der 1959 zufällig in Kopells Taxi saß, führte zu ersten kleineren Nebenrollen. Einen Namen machte sich Kopell ab Mitte der 1960er-Jahre mit wiederkehrenden Rollen in zwei Fernsehserien: In der parodistischen Agentenserie Mini-Max spielte er die Rolle des schurkischen Geheimagenten Siegfried, und in der Sitcom Süß, aber ein bißchen verrückt verkörperte er den Nachbarn von Marlo Thomas.
Internationale Bekanntheit verdankt Kopell vor allem seiner Rolle als Schiffsarzt Dr. Adam „Doc“ Bricker in der populären Fernsehserie Love Boat, zwischen 1977 und 1986 spielte er diese Figur in insgesamt 250 Folgen der Serie. Bei einigen Episoden von Love Boat beteiligte er sich zusätzlich als Drehbuchautor. Seit dem Ende von Love Boat wirkte Kopell als Gastdarsteller an Fernsehserien wie Der Prinz von Bel-Air, Charmed – Zauberhafte Hexen, Scrubs – Die Anfänger, Monk und Hawaii Five-0 mit. Einige seiner späteren Auftritte waren eine Referenz auf seine Rolle als Doc Bricker. Ebenfalls arbeitete er zeitweise für den Travel Channel als Moderator einiger Dokumentationen. Auch im mittlerweile hohen Alter ist Kopell weiterhin als Schauspieler, vor allem mit Gastrollen in Serien, aktiv.
Seit 1997 ist Bernie Kopell in dritter Ehe mit Catrina Honadle verheiratet, sie haben zwei gemeinsame Kinder.

## Filmografie (Auswahl)

### Kinofilme und Fernsehfilme
- 1963: Der Mann vom Diners Club (The Man from the Diner's Club)
- 1963: Was diese Frau so alles treibt (The Thrill of It All)
- 1963: Getrennte Betten (The Wheeler Dealers)
- 1964: Leih mir deinen Mann (Good Neighbour Sam)
- 1965: Tod in Hollywood (The Loved One)
- 1966: Death of a Salesman (Fernsehfilm)
- 1976: Dieses Land ist mein Land (Bound for Glory)
- 1989: Die nackte Bombe II (Get Smart, Again!, Fernsehfilm)
- 1990: The Love Boat: A Valentine Voyage (Fernsehfilm)
- 1991: Auf der Sonnenseite des Lebens (Missing Pieces)
- 1998: Universal Fighter
- 2004: Silly Movie 2.0 (Miss Cast Away)
- 2005: The Cutter
- 2008: Get Smart
- 2010: First Dog – Zurück nach Hause (First Dog)
- 2018: Sharknado 6: The Last One (The Last Sharknado: It’s About Time, Fernsehfilm)

### Fernsehserien
- 1961: Whispering Smith (Folge 1x15)
- 1962–1963: The Jack Benny Program (3 Folgen)
- 1963: 77 Sunset Strip (Folge 5x32)
- 1963: Was diese Frau so alles treibt (The Thrill of It All)
- 1963: Alfred Hitchcock zeigt (The Alfred Hitchcock Hour, Folge 2x10)
- 1963: Sprung aus den Wolken (Ripcord, Folge 2x26)
- 1964: Hoppla Lucy! (The Lucy Show, Folge 2x14)
- 1964–1965: Mein Onkel vom Mars (My Favorite Martian, 3 Folgen)
- 1965: The Beverly Hillbillies (Folge 3x15)
- 1966: The Dick Van Dyke Show (Folge 5x20)
- 1966: Green Acres (Folge 2x10)
- 1966–1969: Mini-Max (Get Smart, 14 Folgen)
- 1966–1971: Süß, aber ein bißchen verrückt (That Girl, 31 Folgen)
- 1969: Debbie groß in Fahrt (The Debbie Reynolds Show, Folge 1x03)
- 1969–1972: Verliebt in eine Hexe (Bewitched, 9 Folgen)
- 1970: Lancelot Link, Secret Chimp (17 Folgen, Sprechrolle)
- 1970–1971: Wo die Liebe hinfällt (Love American Style, 3 Folgen)
- 1970–1973: Doris Day in... (The Doris Day Show, 8 Folgen)
- 1972: Der Chef (Ironside, Folge 5x17)
- 1972: Männerwirtschaft (The Odd Couple, Folge 2x23)
- 1973–1974: Mode, Mädchen und Moneten (Needles and Pins, 14 Folgen)
- 1974: McMillan & Wife (Folge 4x04)
- 1974–1975: Die Straßen von San Francisco (The Streets of San Francisco, 2 Folgen)
- 1975: Harry O (Folge 1x15)
- 1975: Mary Tyler Moore (The Mary Tyler Moore Show, Folge 5x23)
- 1975: Robi Robi Robin Hood (When Things Were Rotten, 13 Folgen)
- 1975: Kojak – Einsatz in Manhattan (Kojak, Folge 3x12)
- 1976: Spencers Piloten (Spencer's Pilots, Folge 1x04)
- 1976: Die Zwei mit dem Dreh (Switch, 2 Folgen)
- 1976: Der Sechs-Millionen-Dollar-Mann (The Six Million Dollar Man, Folge 4x08)
- 1977: Imbiss mit Biss (Alice, Folge 1x17)
- 1977–1987: Love Boat (The Love Boat, Fernsehserie, 250 Folgen)
- 1978/1983: Fantasy Island (2 Folgen)
- 1979: Supertrain (Folge 1x06)
- 1979: Drei Engel für Charlie (Charlie’s Angels, Folge 4x01 Abenteuer in der Karibik)
- 1981: Hart aber herzlich (Hart to Hart, Folge 3x03)
- 1987: Mike Hammer (Mickey Spillane's Mike Hammer, Folge 3x12)
- 1987: Sledge Hammer! (Folge 2x09)
- 1987: DuckTales – Neues aus Entenhausen (DuckTales, Folge 1x12, Sprechrolle)
- 1992: Der Prinz von Bel-Air (The Fresh Prince of Bel-Air, Folge 2x18 Mandeln und Memoiren)
- 1994: Saturday Night Live (Folge 19x12)
- 1997: Diagnose: Mord (Diagnosis: Murder, Folge 4x22)
- 1997: Das Leben und Ich (Boy Meets World, Folge 5x04)
- 1998: Sunset Beach (4 Folgen)
- 1998: Love Boat – Auf zu neuen Ufern (Love Boat: The Next Wave, Folge 2x04)
- 1999: Beverly Hills, 90210 (Folge 9x15 Schock!)
- 1999: Charmed – Zauberhafte Hexen (Charmed, Folge 1x16 Man stirbt nur dreimal)
- 2003: Scrubs – Die Anfänger (Scrubs, Folge 3x08 Meine Kollegin)
- 2006: Hotel Zack & Cody (The Suite Life of Zack and Cody, Folge 2x10)
- 2009: My Name Is Earl (Folge 4x22 Was nützen Küsse in Gedanken?)
- 2009: Monk (Folge 8x06 Mr. Monk, die Schönen und das Biest)
- 2012/2013: See Dad Run (2 Folgen)
- 2013: Arrested Development (3 Folgen)
- 2013: Raising Hope (Folge 4x03 Eine Bootsfahrt, die ist frustig)
- 2016: Gamer’s Guide für so ziemlich alles (Gamer’s Guide to Pretty Much Everything, Folge 2x01)
- 2017: Hawaii Five-0 (Folge 7x15 Der weiße Hai)
- 2017: Superstore (Folge 2x13 Ladies’ Lunch)
- 2019: Better Things (Folge 3x03 Nisten)
- 2019: Mom (Folge 7x03)
- 2019: Silicon Valley (2 Folgen)
- 2020: Stumptown (Folge 1x16)
- 2020–2021: B Positive (8 Folgen)
- 2021: Grey’s Anatomy (Folge 18x01 Mit anderen Augen)
- 2022: The Lincoln Lawyer (Fernsehserie, Folge 1x01)